# Maria Carola Cecchin
Maria Carola Cecchin, al secolo Fiorina (Cittadella, 3 aprile 1877 – Mar Rosso, 13 novembre 1925), è stata una religiosa italiana, professa della Congregazione delle suore di San Giuseppe Benedetto Cottolengo, missionaria in Kenya per 20 anni. Lavorò nell'assistenza medica e nell'educazione cristiana delle popolazioni africane, e morì sfinita. È venerata come beata dalla Chiesa cattolica e viene celebrata il 13 novembre.

## Biografia
Maria Carola Cecchin  con il sostegno del suo parroco, riuscì ad entrare, all'età di 19 anni, nelle suore di San Giuseppe Benedetto Cottolengo a Torino. Inizia il noviziato il 2 ottobre 1897, con il nome di suor Maria Carola.  Il 19 marzo 1904 fece formale richiesta ai suoi superiori di essere ammessa alle missioni.
Fu inviata in Kenya, con partenza il 28 gennaio 1905, da Trieste, ricevendo una croce di missione dal Cardinale Arcivescovo di Torino Agostino Richelmy prima di partire.
Morì il 13 novembre 1925, all'età di 48 anni, sulla nave Porto Alessandretta. Secondo le norme sanitarie, il suo corpo è stato gettato in mare nelle acque del Mar Rosso.
Viene proclamata solennemente beata il 5 novembre 2022 a Meru, in Kenya.

## Causa di beatificazione
Il processo di beatificazione è stato avviato il 28 febbraio 2013 e l'inchiesta diocesana si è aperta il 24 aprile 2014.
Papa Francesco ha dichiarato Venerabile Cecchin il 23 novembre 2020 dopo aver stabilito che aveva condotto una vita modello di virtù eroica secondo le virtù cardinali e teologali. Francesco ha poi approvato un miracolo del 2013 attribuito alla sua intercessione con un decreto del 13 dicembre 2021 che consente di beatificare Cecchin a Meru il 5 novembre 2022. Il cardinale Antoine Kambanda ha presieduto il rito a nome del papa.